# Lux (Haute-Garonne)
Lux (okzitanisch Lutz) ist eine französische Gemeinde mit 341 Einwohnern (Stand: 1. Januar 2022) im Département Haute-Garonne in der Region Okzitanien (vor 2016 Midi-Pyrénées). Sie gehört zum Arrondissement Toulouse und zum Kanton Revel. Die Einwohner werden Luxois genannt.

## Lage
Lux liegt in der Kulturlandschaft Lauragais, 31 Kilometer südöstlich von Toulouse. Umgeben wird Lux von den Nachbargemeinden Juzes im Norden und Nordosten, Mourvilles-Hautes im Osten, Rieumajou im Osten und Südosten, Folcarde im Südosten, Avignonet-Lauragais im Süden, Vallègue im Südwesten und Westen, Saint-Vincent im Westen und Nordwesten sowie Beauville im Nordwesten.

## Bevölkerungsentwicklung
| Jahr                       | 1962 | 1968 | 1975 | 1982 | 1990 | 1999 | 2006 | 2013 | 2020 |
| Einwohner                  | 162  | 143  | 140  | 121  | 134  | 171  | 304  | 352  | 340  |
| Quellen: Cassini und INSEE |      |      |      |      |      |      |      |      |      |

## Sehenswürdigkeiten

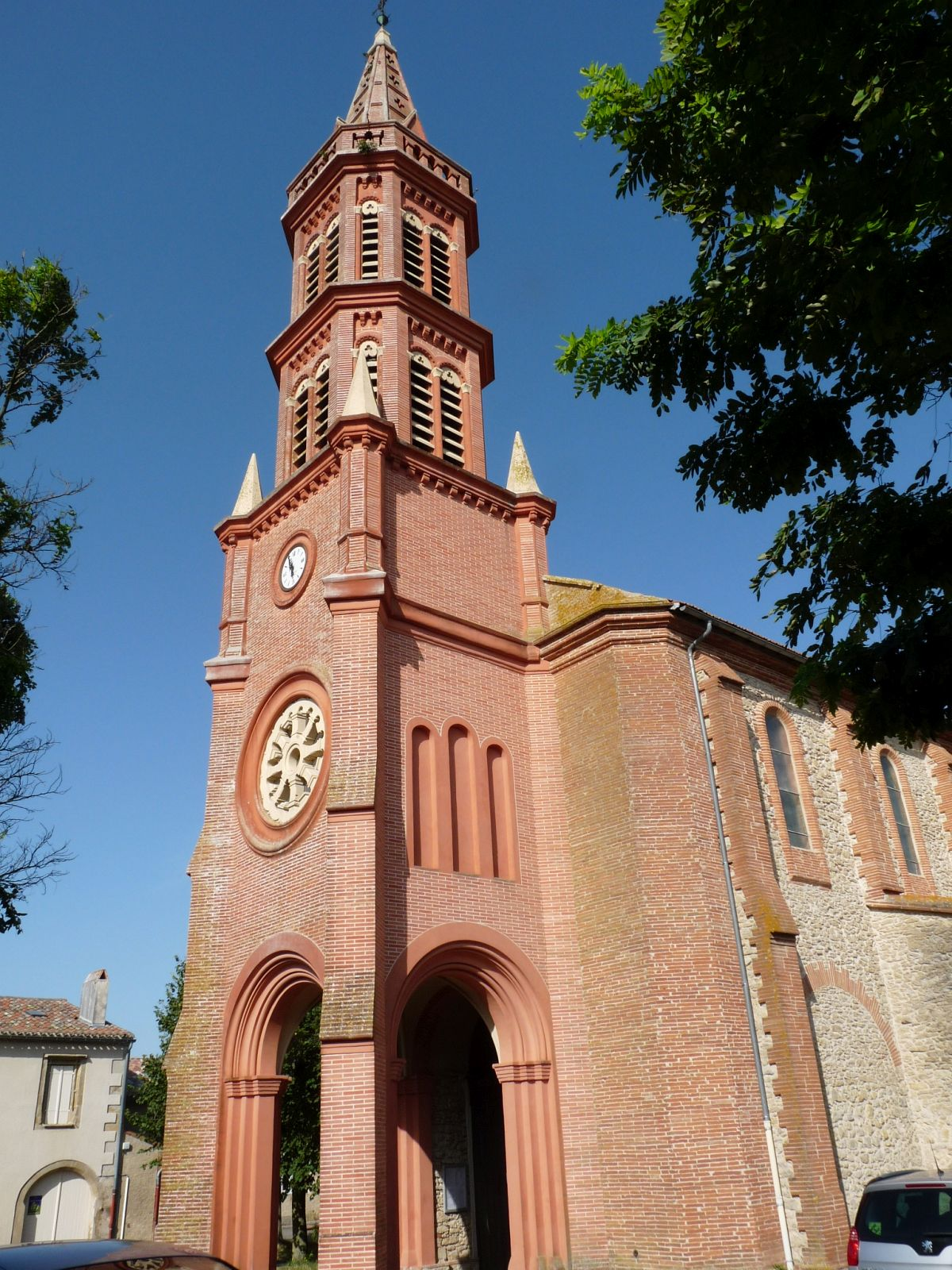
Kirche Saint-Fabien-et-Saint-Sébastien
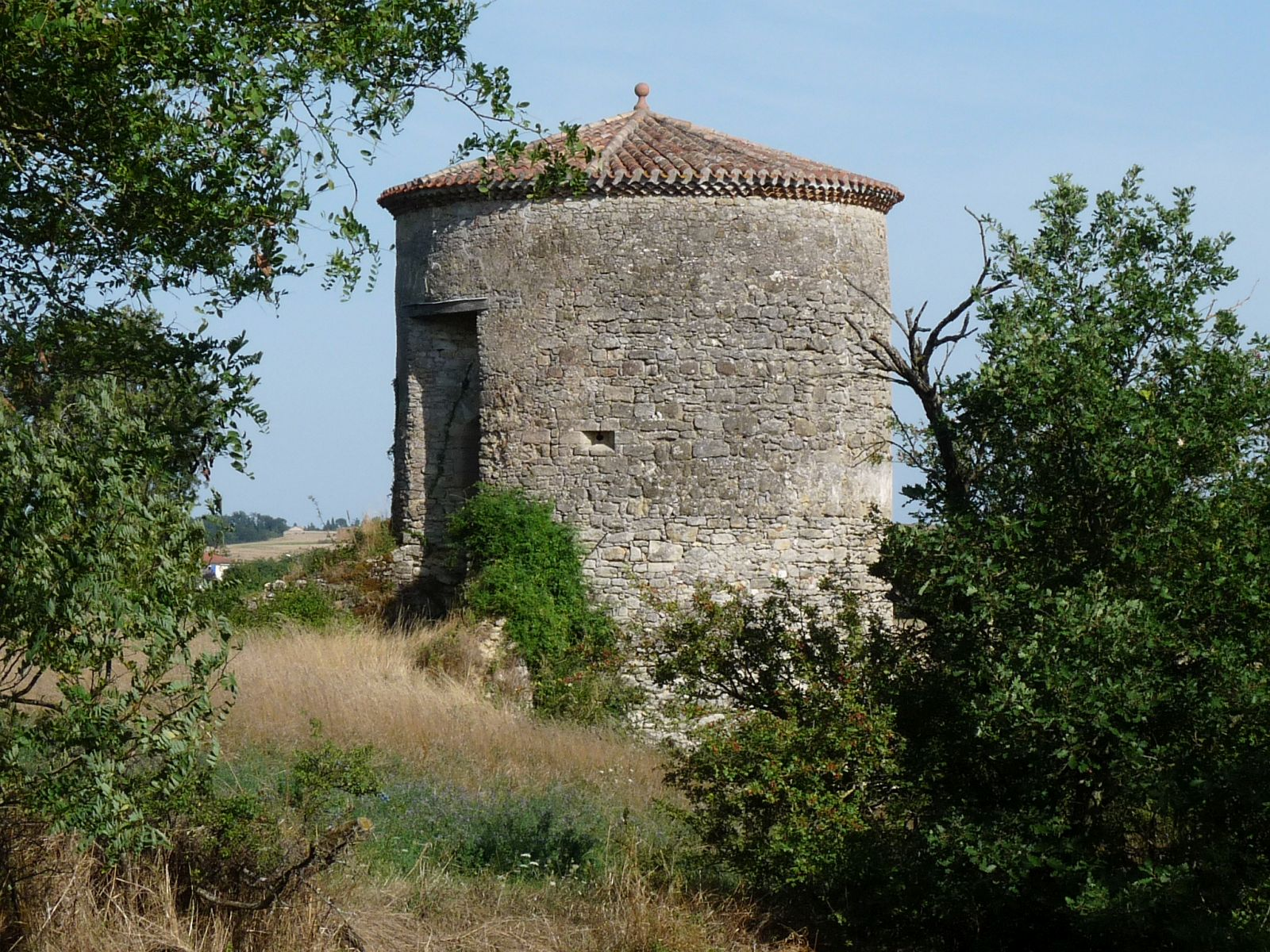
Turm als Rest der früheren Burg
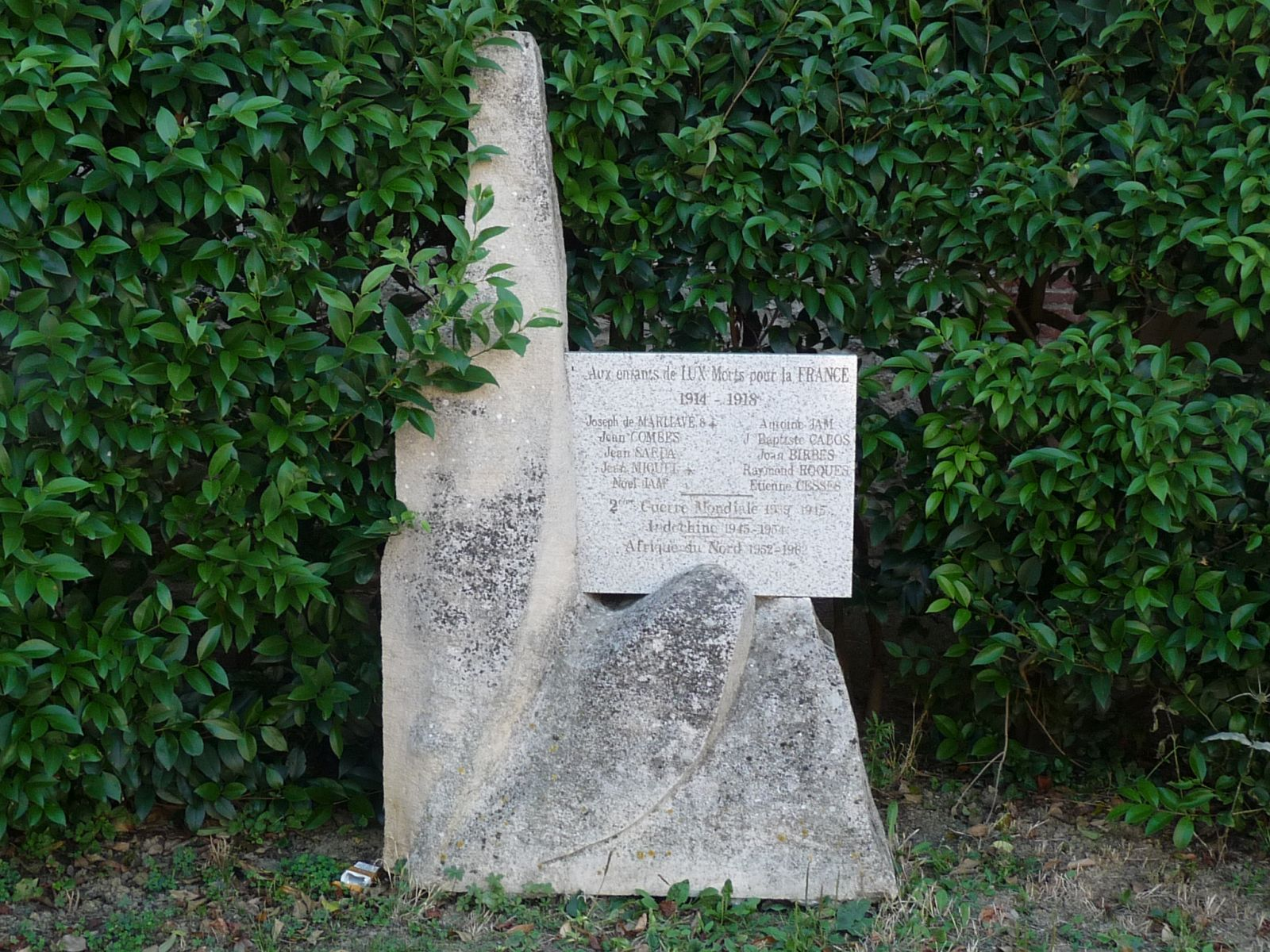
Gefallenendenkmal
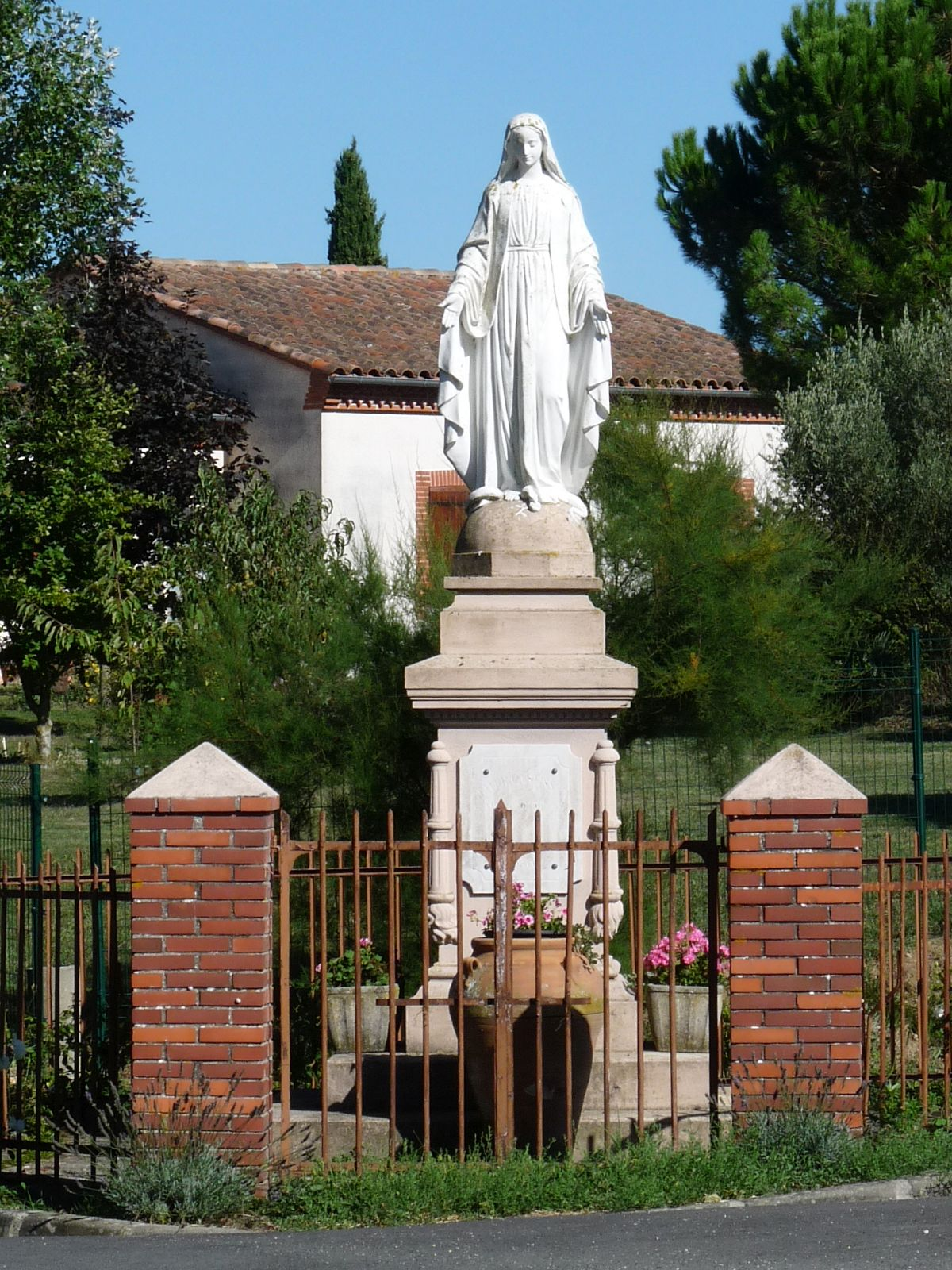
Marienstatue

- Kirche Saint-Fabien-et-Saint-Sébastien
- Turm der früheren Burg
- Gefallenendenkmal
- Marienstatue